# Rawalsar
Rawalsar é uma cidade e uma nagar panchayat no distrito de Mandi, no estado indiano de Himachal Pradesh.

## Demografia
Segundo o censo de 2001, Rawalsar tinha uma população de 1369 habitantes. Os indivíduos do sexo masculino constituem 54% da população e os do sexo feminino 46%. Rawalsar tem uma taxa de literacia de 76%, superior à média nacional de 59,5%: a literacia no sexo masculino é de 78% e no sexo feminino é de 73%. Em Rawalsar, 12% da população está abaixo dos 6 anos de idade.

## Galeria de imagens

Rawalsar - Rewalsar
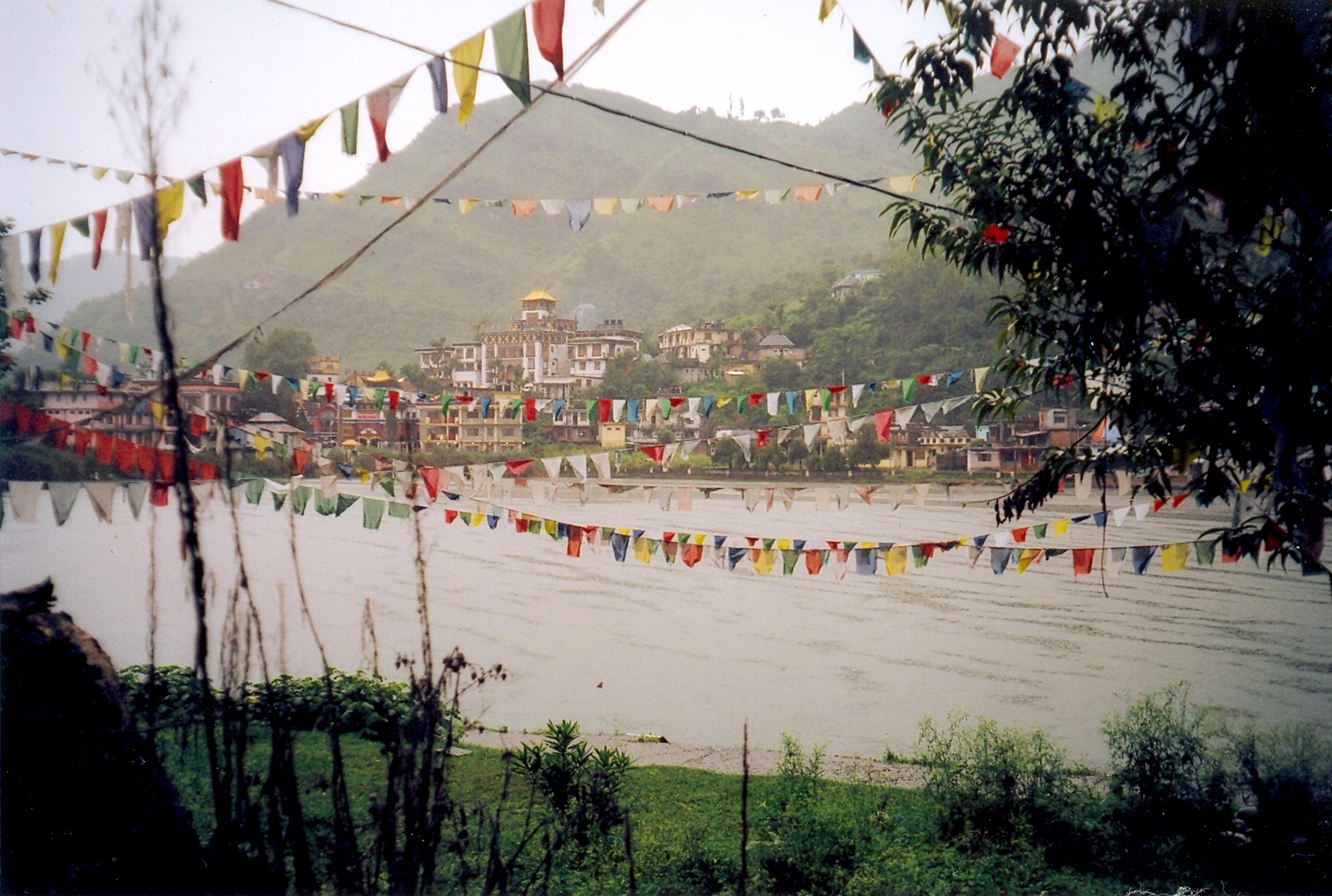
O lago de Rewalsar.
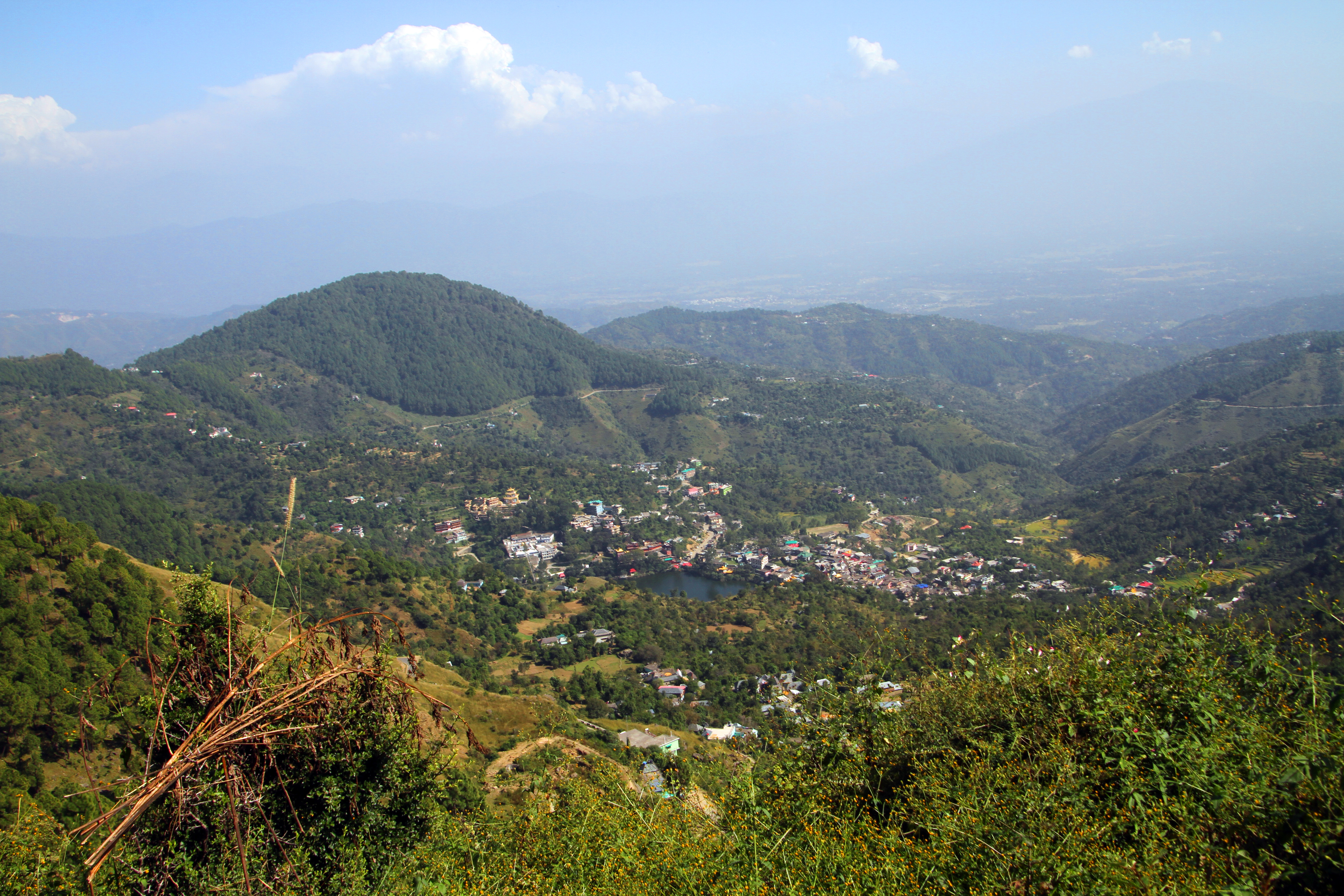
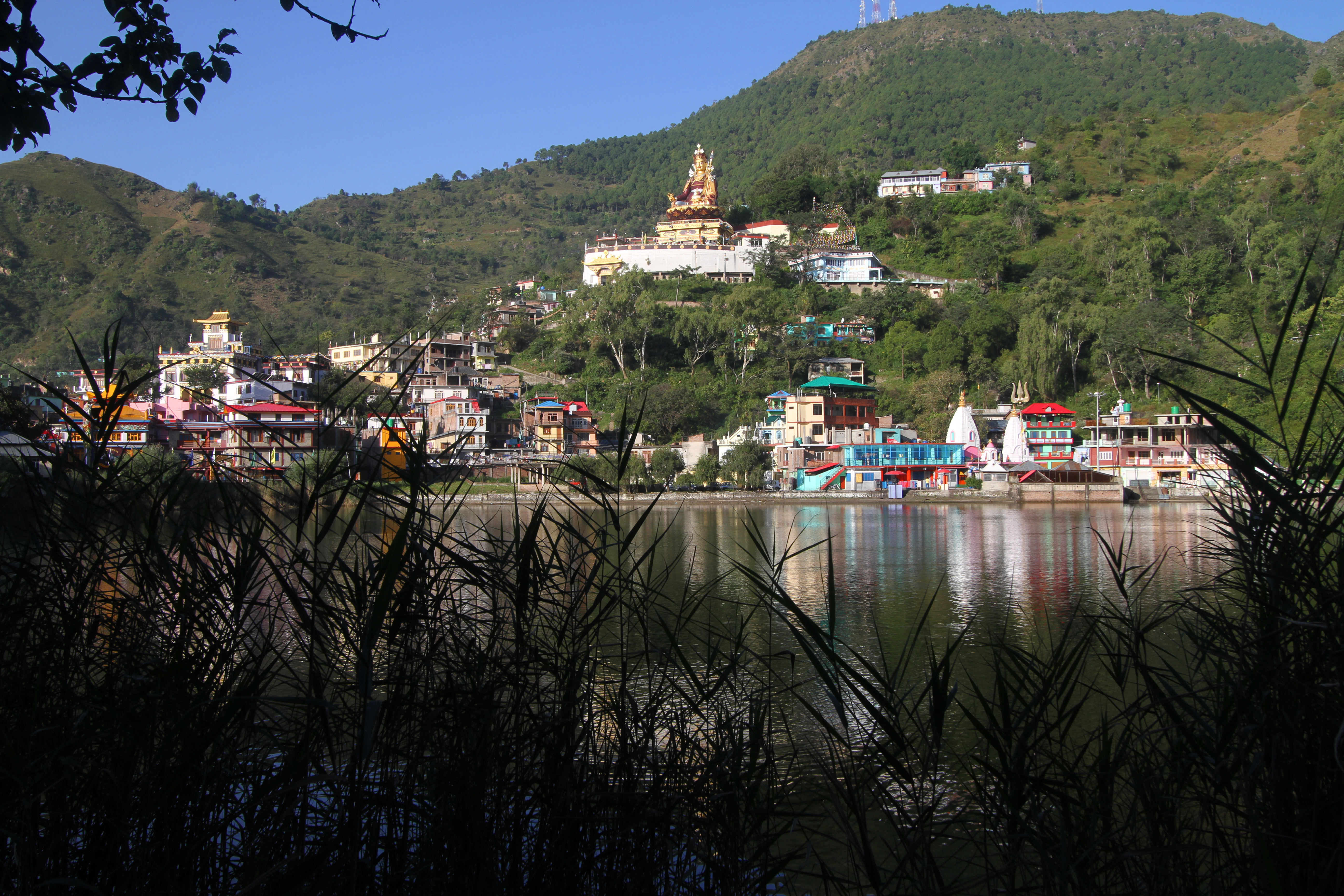
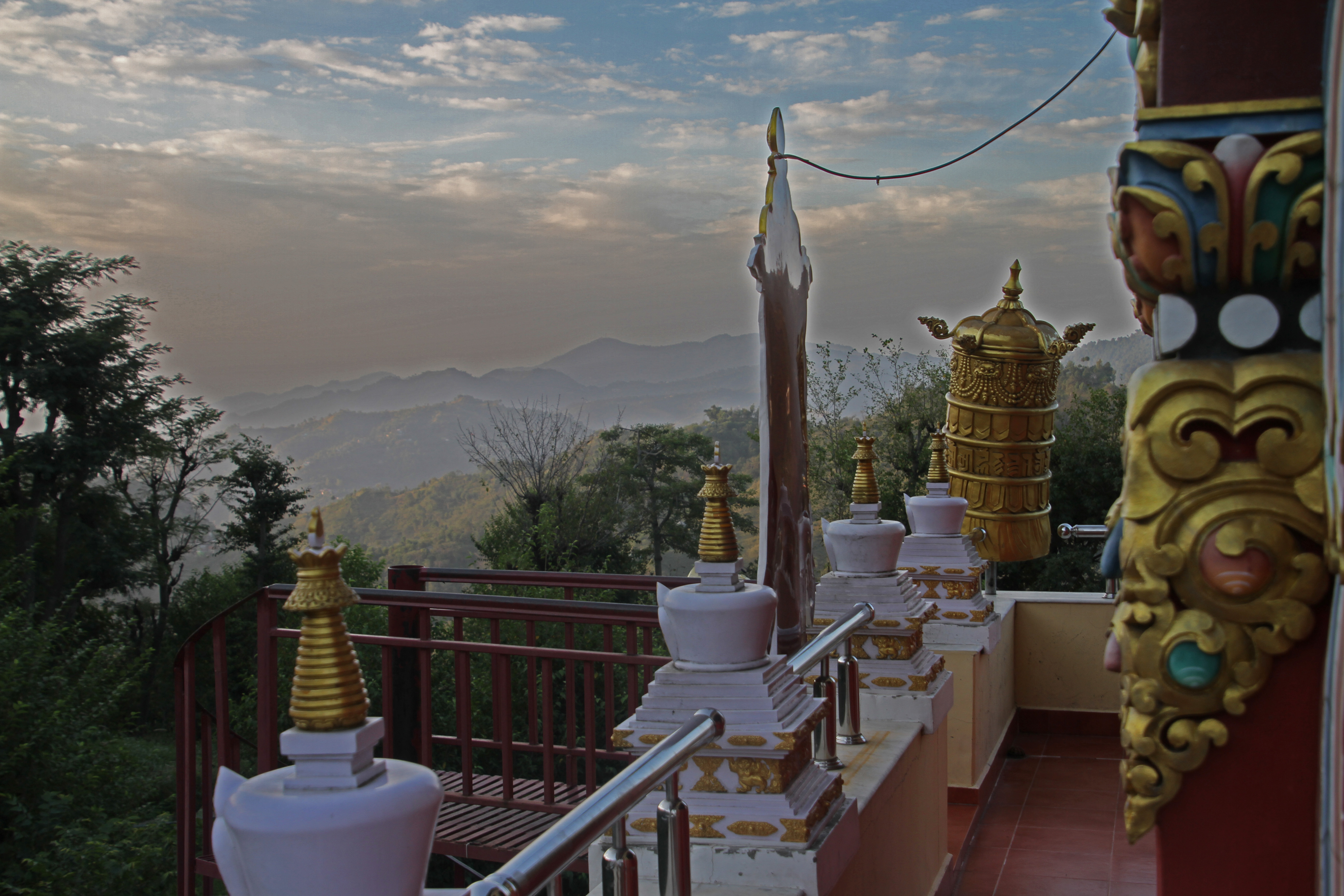
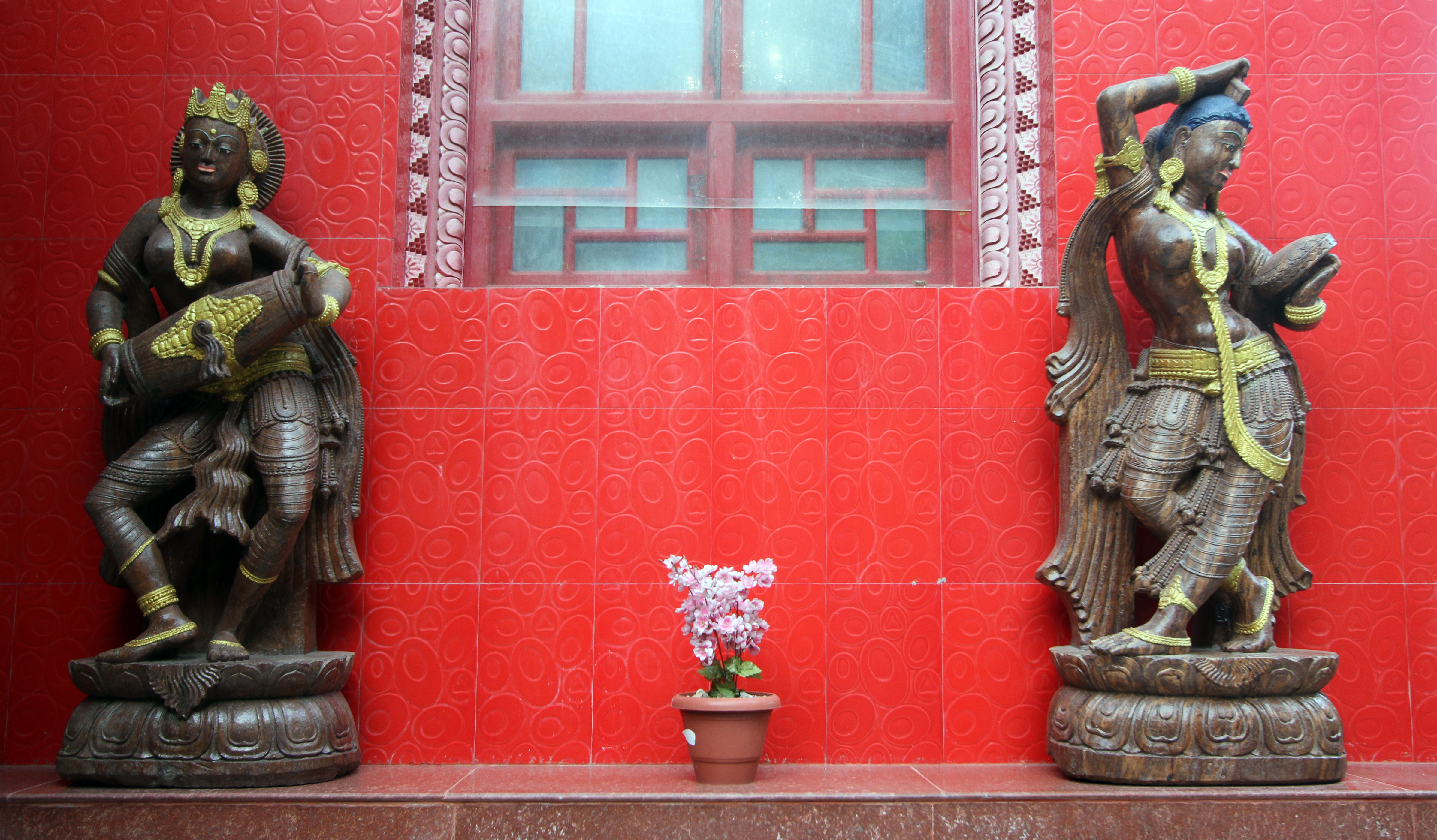
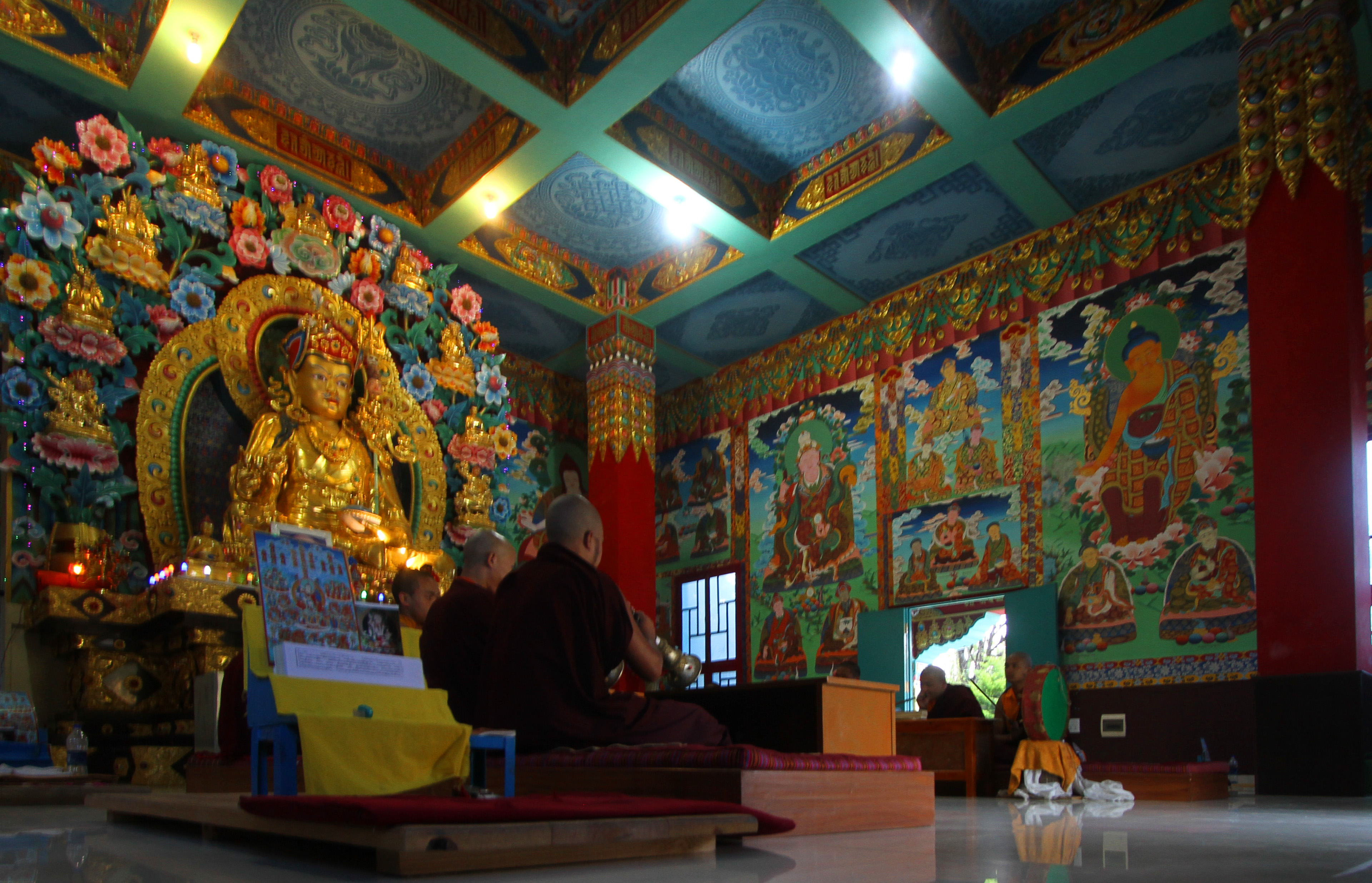
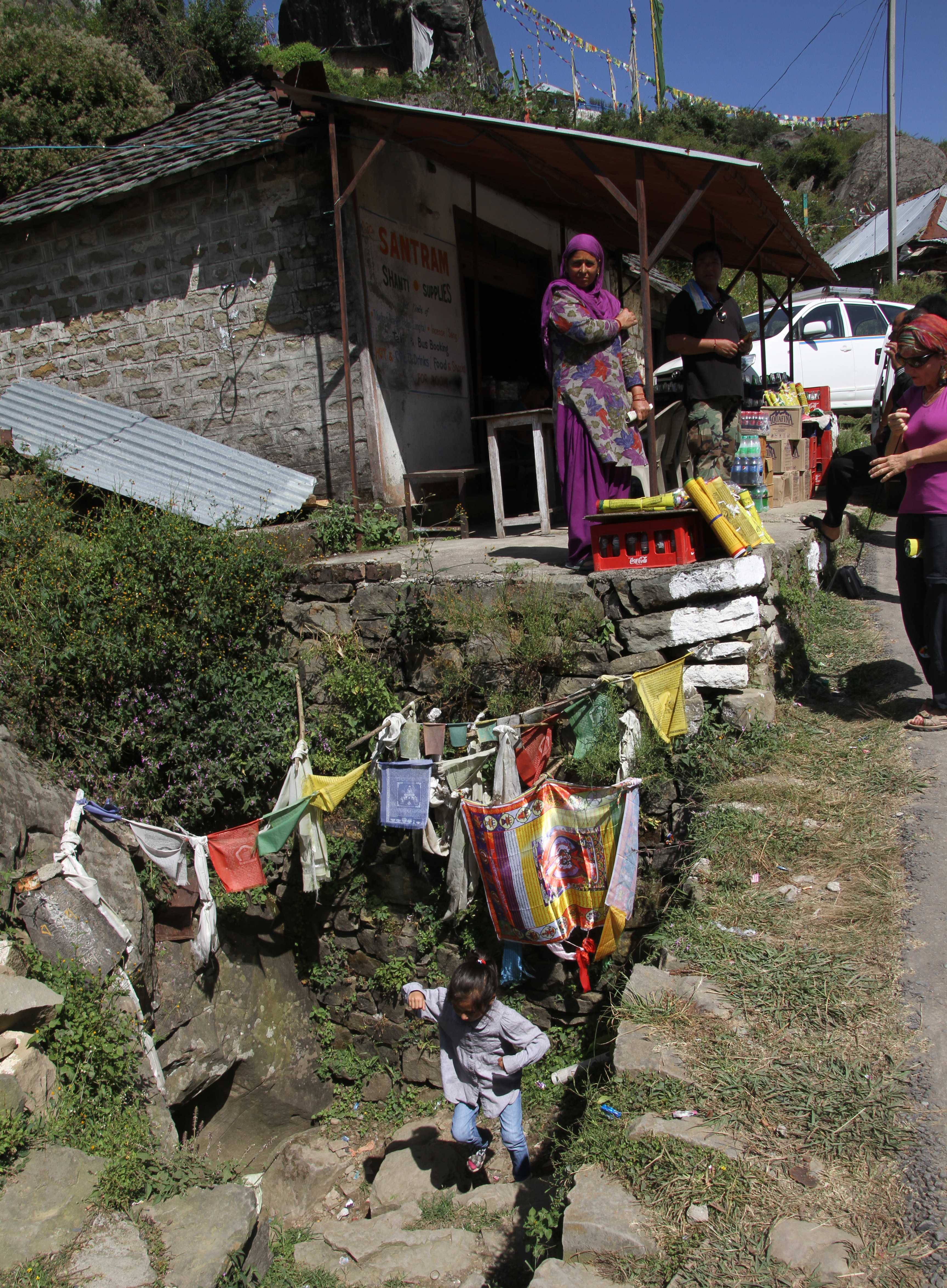
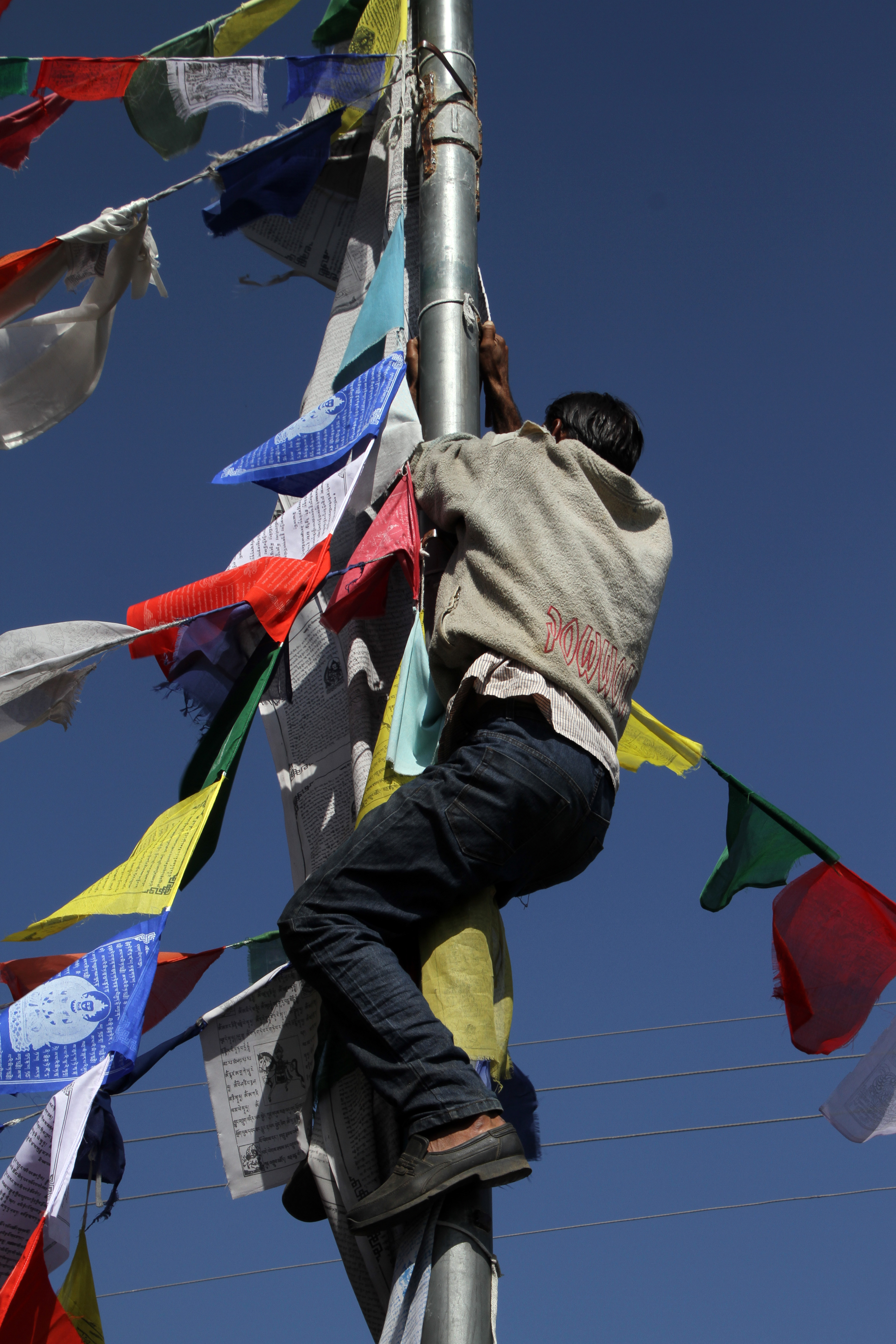
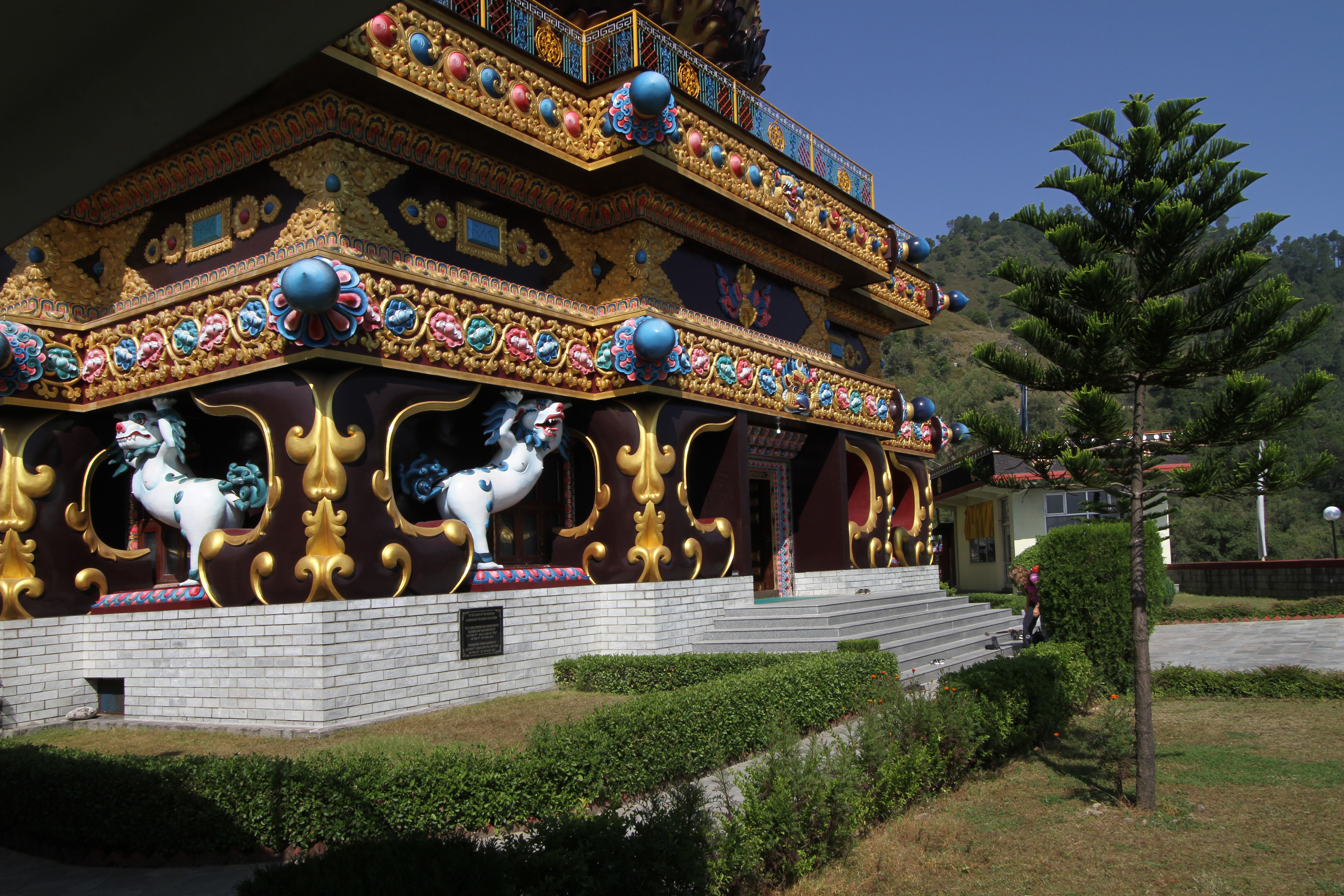
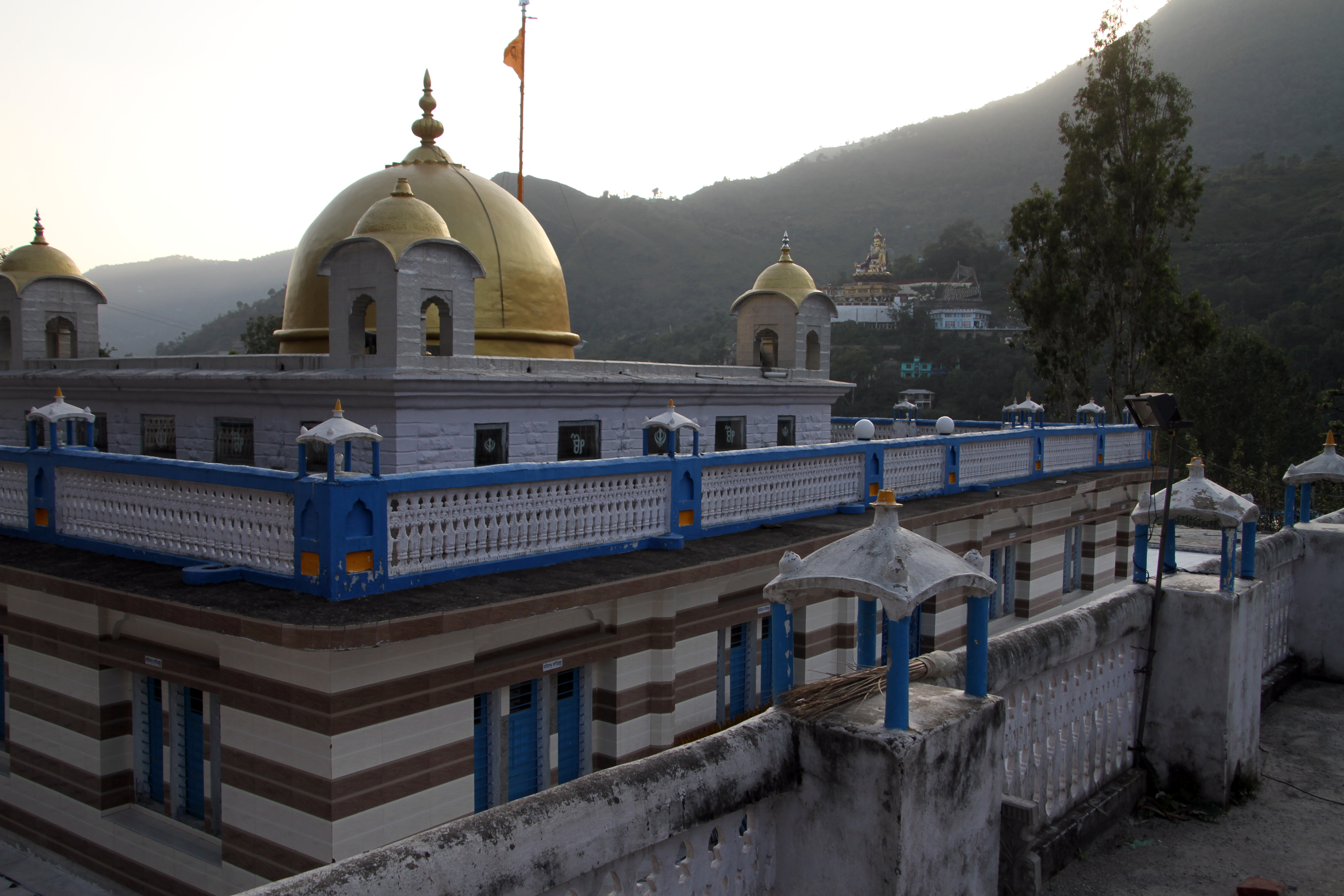